# Survival horror
Survival horror (svenska: överlevnadsskräck) är en datorspelsgenre som bygger på skräck. Oftast kämpar spelaren mot spöken eller andra odöda monster, och spelen är ofta en blandning av action och pussel. Meningen är att spelaren ska känna sig hjälplös så det finns ofta inga vapen man kan använda och de som finns är designade så att de har begränsad användning, t.ex. en pistol som har lite ammunition. Det gäller därför att vara strategisk.
Namnet på genren myntades i och med lanseringen av Resident Evil 1996. Detta visas genom att det i Japan marknadsfördes under det tidigare icke-existerande genrenamnet "survival horror", och att en laddningstext i spelet lydde "Enter the world of survival horror..." (svenska: Stig in i överlevnadsskräckens värld). Ett spel som anses vara en inspiration för Resident Evil är datorspelet Alone in the Dark från 1992.
Amnesia: The Dark Descent är också ett spel av denna genre.